# 布萊克奧克 (印地安納州戴維斯縣)
布萊克奧克（英語：Black Oak）是位於美國印地安納州戴維斯縣的一個非建制地區。該地的面積和人口皆未知。

## 地理
布萊克奧克的座標為38°39′45″N 87°04′52″W / 38.66250°N 87.08111°W，而該地的平均海拔高度為157米（即515英尺）。